# Ixquick
Ixquick è stato un metamotore di ricerca con basi operative a New York e nei Paesi Bassi confluito nel 2018 nel progetto Startpage.com. Ixquick è stato fondato nel 1998 da David Bodnick ed aveva sede a New York. Due anni dopo, nel 2000, la proprietà è passata alla società olandese Surfboard Holding BV.

## Caratteristiche
Per ogni chiave di ricerca inserita dagli utenti, Ixquick consultava automaticamente i database di diversi motori di ricerca. L'elenco dei database utilizzati dal sito è cambiato più volte nel corso del tempo ed ha incluso All the Web, Exalead, Open Directory, AltaVista, Gigablast, Virgilio, Ask/Teoma, Google, Wikipedia, EntireWeb, MSN e Yahoo!. Per stabilire l'ordinamento dei risultati veniva utilizzato un sistema detto "Star System" che assegnava maggiore priorità a quei risultati che figurano su un maggior numero di motori di ricerca tra quelli consultati. L'utente poteva anche scegliere di non includere nella ricerca uno o più dei motori di ricerca previsti da Ixquick.
Ixquick, oltre a supportare la ricerca di testo, immagini e video, offriva anche la possibilità di consultare gli elenchi telefonici internazionali.
L'interfaccia di Ixquick era disponibile in diverse lingue tra cui: cinese semplificato e cinese tradizionale, danese, olandese, inglese, finlandese, francese, tedesco, italiano, giapponese, coreano, norvegese, polacco, portoghese, spagnolo, svedese e turco.
Ixquick si è caratterizzato anche per la politica sulla privacy che, nel luglio 2008, ha ottenuto la certificazione UE Privacy Seal, un riconoscimento che al settembre 2008 nessun altro motore di ricerca poteva vantare. Parallelamente ad Ixquick, Surfboard Holding ha sviluppato un secondo motore di ricerca denominato Startpage.com. Nel 2018 Ixquick è confluito in Startpage.com ed i vecchi domini reindirizzano sul nuovo sito.